# Морган (округ, Иллинойс)
Мо́рган (англ. Morgan County) — округ в США, штате Иллинойс. Официально образован в 1822 году. По состоянию на 2010 год, численность населения составляла 35 547 человек. Получил своё наименование в честь американского политического и военного деятеля Даниэля Моргана.

## География
По данным Бюро переписи США, общая площадь округа равняется 1 482,3 км², из которых 1 473,3 км² — суша, и 9,1 км², или 0,61 % — это водоёмы.

## Демография
По данным переписи населения 2000 года в округе проживает 36 616 жителей в составе 14 039 домашних хозяйств и 9251 семьи. Плотность населения составляет 25 человек на км². На территории округа насчитывается 15 291 жилое строение, при плотности застройки около 10-ти строений на км². Расовый состав населения: белые — 92,34 %, афроамериканцы — 5,36 %, коренные американцы (индейцы) — 0,18 %, азиаты — 0,46 %, гавайцы — 0,01 %, представители других рас — 0,70 %, представители двух или более рас — 0,95 %. Испаноязычные составляли 1,35 % населения независимо от расы.
В составе 30,00 % из общего числа домашних хозяйств проживают дети в возрасте до 18 лет, 52,70 % домашних хозяйств представляют собой супружеские пары, проживающие вместе, 10,00 % домашних хозяйств представляют собой одиноких женщин без супруга, 34,10 % домашних хозяйств не имеют отношения к семьям, 29,30 % домашних хозяйств состоят из одного человека, 13,10 % домашних хозяйств состоят из престарелых (65 лет и старше), проживающих в одиночестве. Средний размер домашнего хозяйства составляет 2,37 человека, и средний размер семьи — 2,92 человека.
Возрастной состав округа: 22,80 % — моложе 18 лет, 11,10 % — от 18 до 24, 27,20 % — от 25 до 44, 23,30 % — от 45 до 64, и 15,60 % — от 65 и старше. Средний возраст жителя округа — 38 лет. На каждые 100 женщин приходится 98,60 мужчин. На каждые 100 женщин старше 18 лет приходится 97,00 мужчин.
Средний доход на домохозяйство в округе составлял 36 933 USD, на семью — 46 040 USD. Среднестатистический заработок мужчины был 31 218 USD против 23 174 USD для женщины. Доход на душу населения был 18 205 USD. Около 6,00 % семей и 9,70 % общего населения находились ниже черты бедности, в том числе — 10,60 % молодежи (тех, кому ещё не исполнилось 18 лет) и 8,30 % тех, кому было уже больше 65 лет.